# Ceballos (Durango)
Ceballos es una localidad del estado mexicano de Durango. Es parte del municipio de Mapimí.

## Demografía
| Gráfica de evolución demográfica |
|                                  |

| Censo | Población |
| ----- | --------- |
| 1910  | 42        |
| 1921  | 21        |
| 1930  | 60        |
| 1940  | 218       |
| 1950  | 299       |
| 1960  | 2 508     |
| 1970  | 2 937     |
| 1980  | 4 124     |
| 1990  | 3 876     |
| 2000  | 3 469     |
| 2010  | 3 730     |
| 2020  | 3 923     |